# 揖保村
揖保村（いぼむら）は、かつて兵庫県に存在していた村である。1951年に龍野町、神岡村、揖西村、誉田村との合併により龍野市となり消滅した。現在では、たつの市揖保町（いぼちょう）となっている。

## 沿革
- 1889年（明治22年）4月1日 - 町村制施行に伴い揖西郡揖保村発足。
- 1896年（明治29年）4月1日 - 揖西郡、揖東郡が合併し揖保郡に。
- 1951年（昭和26年）4月1日 - 龍野町、神岡村、揖西村、誉田村との合併により龍野市となったため消滅。

## 揖保町
- 揖保町揖保上（いぼかみ）
- 揖保町揖保中（いぼなか）
- 揖保町今市
- 揖保町栄
- 揖保町東用（とうよう）
- 揖保町中臣（なかじん）
- 揖保町西構（にしがまえ）
- 揖保町萩原（はいばら）
- 揖保町真砂（まなご）
- 揖保町松原
- 揖保町門前
- 揖保町山下